# (5305) Bernievolz
(5305) Bernievolz – planetoida z pasa głównego planetoid.

## Odkrycie i nazwa
Odkryli ją Eleanor Helin i Schelte Bus 7 listopada 1978 roku w Obserwatorium Palomar. Nazwa planetoidy pochodzi od Bernarda E. Volza (ur. 1961) – amerykańskiego astronoma amatora, organizatora wielu wypraw na całym świecie w celu obserwacji zaćmień. Przed nadaniem nazwy planetoida nosiła oznaczenie tymczasowe 1978 VS5.

## Orbita
(5305) Bernievolz obiega Słońce w średniej odległości 2,44 j.a. w czasie 3 lat i 295 dni.